# CD Mirandés
Der Club Deportivo Mirandés ist ein spanischer Fußballverein aus Miranda de Ebro. Derzeit spielt der Klub in der Segunda División, der zweithöchsten Spielklasse.

## Geschichte
Die Ursprünge des CD Mirandés lassen sich bis ins frühe 20. Jahrhundert zurückverfolgen. Zu den Vorgängervereinen zählten unter anderem El Deportivo Mirandés (1917), Sporting Club Mirandés (1919), Deportivo SC (1919) und Miranda Unión Club (1922).

Der Club Deportivo Mirandés in seiner heutigen Form wurde am 3. Mai 1927 gegründet. Sein erstes Spiel absolvierte der Verein am 4. Juni desselben Jahres im Rahmen einer Feierlichkeit in San Juan del Monte gegen Arabarra – ein 1:0-Sieg, bei dem Fidel Angulo das einzige Tor erzielte. Erster Präsident des Klubs war Arturo García del Río. Das Gründungskapital setzte sich aus 666 Aktien zu je 15 Peseten zusammen. 

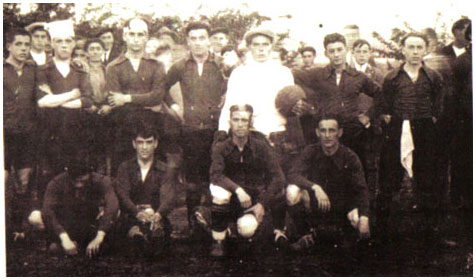
Gründungsmannschaft

Von 1944 bis 1977 spielte der CD Mirandés überwiegend in der Tercera División, mit Ausnahme von drei Spielzeiten, in denen der Klub in den regionalen Ligen antrat. Sein Debüt in der Tercera División gab der Verein am 24. September 1944 mit einem 2:2-Unentschieden gegen CD Vasconia aus San Sebastián. Eine der besten Spielzeiten dieser Ära erlebte Mirandés in der Saison 1957/58, als der Klub unter Präsident Andrés Espallargas und Trainer Juan Malón den zweiten Platz in der Tercera División belegte.
Zur Saison 1977/78 trat Mirandés in der neu geschaffenen Segunda División B an, wo der Klub fünf Jahre lang spielte. In dieser Zeit scheiterte man zweimal in den Aufstiegs-Play-offs. Ein besonderes Highlight war das Spiel am 28. Dezember 1977 im Copa del Rey gegen den damaligen Erstligisten FC Valencia mit Weltstar Mario Kempes – Mirandés unterlag zu Hause mit 2:4. In den 1970er-Jahren trug auch der spätere Real-Madrid-Spieler und La-Liga-Trainer Miguel Ángel Portugal das Trikot von Mirandés.
Im Jahr 1986 war Mirandés Mitbegründer des Fußballverbands von La Rioja. Drei Jahre später gewann der Verein unter dem damals erst 23-jährigen Trainer Juan Manuel Lillo seinen ersten bedeutenden Titel – die Meisterschaft der vierten Liga. In den folgenden Jahren pendelte Mirandés erneut zwischen der dritten und vierten Liga und absolvierte auch gelegentlich einzelne Spielzeiten auf regionaler Ebene.
In der Saison 2008/09 kehrte Mirandés in die dritte Liga zurück, nachdem der Verein in den beiden vorangegangenen Spielzeiten jeweils die reguläre Saison als Tabellenführer abgeschlossen hatte, jedoch in den Aufstiegs-Play-offs scheiterte. Im entscheidenden Spiel setzte sich Mirandés mit einem 3:2-Heimsieg gegen Jerez Industrial durch und gewann das Duell insgesamt mit 4:2 nach Hin- und Rückspiel.
In der Saison 2011/12 startete Mirandés mit einer beeindruckenden Serie von 833 Minuten ohne Gegentor in die Liga und verlor erst am 18. Spieltag erstmals ein Spiel. Im selben Jahr sorgte der Verein auch im Copa del Rey für Aufsehen: Als erster Drittligist seit UE Figueres in der Saison 2001/02 erreichte Mirandés das Halbfinale. Auf dem Weg dorthin schaltete man die Erstligisten FC Villarreal, Racing Santander und Espanyol Barcelona aus, ehe man dem späteren Finalisten Athletic Bilbao unterlag.
Am Saisonende gelang dem Verein erstmals in seiner Geschichte der Aufstieg in die Segunda División, nach einem Play-off-Erfolg über Atlético Baleares. In der darauffolgenden Spielzeit 2012/13 sicherte sich Mirandés mit Platz 15 von 22 Mannschaften den Klassenerhalt in der zweiten Liga.
In der Saison 2015/16 erreichte der Klub erneut das Viertelfinale des spanischen Pokals. Dabei warf Mirandés die Erstligisten FC Málaga und Deportivo La Coruña aus dem Wettbewerb, ehe man gegen den späteren Finalisten FC Sevilla ausschied.
Nach fünf Jahren in der Segunda División stieg Mirandés am Ende der Saison 2016/17 wieder ab. Am 28. März 2019 gewann der Verein den Copa Federación, durch einen Finalsieg über UE Cornellà. In der Saison 2018/19 belegte Mirandés in der Segunda División B (Gruppe 2) den dritten Platz und schaffte über die Play-offs erneut den Aufstieg in die Segunda División – wiederum durch einen Erfolg gegen Atlético Baleares.
Am 5. Februar 2020 schrieb Mirandés erneut Pokalgeschichte. Mit einem 4:2-Sieg gegen Villarreal zog der Drittligist ins Halbfinale der Copa del Rey 2019/20 ein. Zuvor hatte man bereits die La-Liga-Klubs Celta Vigo und FC Sevilla ausgeschaltet. Erst der spätere Pokalsieger Real Sociedad beendete den bemerkenswerten Lauf des Vereins.
In den folgenden Jahren wurde Mirandés für seine Transferpolitik bekannt, die hauptsächlich auf junge Leihspieler setzte.
Die Saison 2024/25 belegte Mirandés den vierten Platz der Segunda División, was ihnen die Teilnahme an den Play-offs um den Aufstieg in die Primera División ermöglichte. Das Hinspiel des Halbfinals gegen Racing Santander endete mit einem 3:3-Unentschieden. Im Rückspiel zu Hause gewann Mirandés deutlich mit 4:1 und konnte den Einzug ins Finale feiern. Dort traf der Klub auf Real Oviedo, den Drittplatzierten der vergangenen Saison. Das Hinspiel in Anduva entschied man mit 1:0 für sich, verpassten aber nach einer 1:3-Auswärtsniederlage im Rückspiel, das in die Verlängerung ging, den Aufstieg.

## Stadion

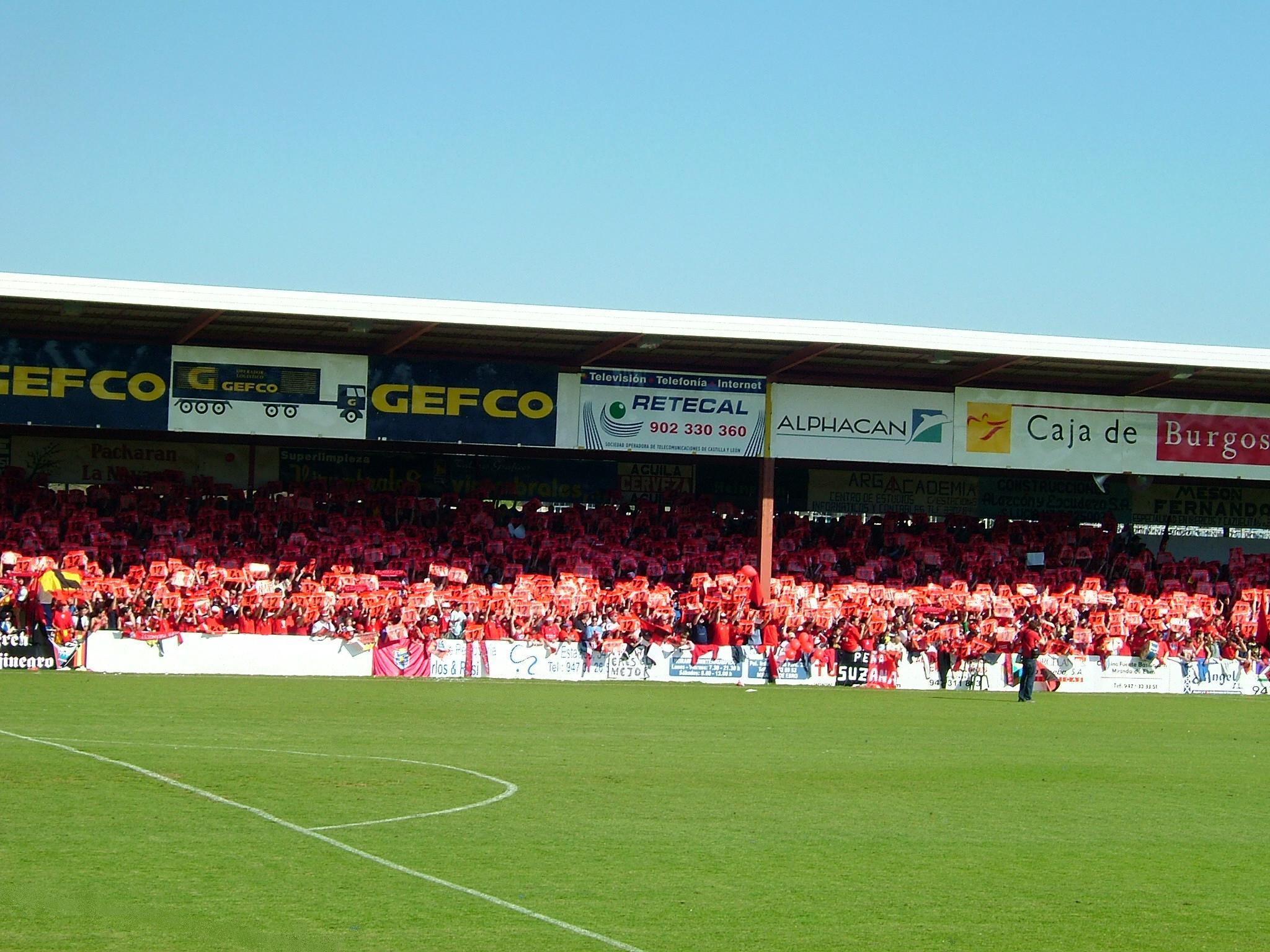
Das Estadio Municipal de Anduva

CD Mirandés trägt seine Heimspiele im Estadio Municipal de Anduva aus. Das Stadion befindet sich im Besitz der Stadt Miranda de Ebro und wurde am 22. Januar 1950 eingeweiht. Es bietet Platz für 5.759 Zuschauer – größtenteils Sitzplätze – und verfügt über ein Spielfeld mit den Maßen 105 × 68 Metern aus Naturrasen. Neben den Vereinswettbewerben fanden im Stadion auch andere Sportveranstaltungen statt, darunter ein U21-Länderspiel zwischen Spanien und Polen im Jahr 2006, das mit 0:1 endete.
Vor dem Umzug nach Anduva bestritt der Verein seine Heimspiele auf anderen Plätzen. Im Gründungsjahr spielte Mirandés auf dem Campo de Kronne, das zwischen der Carretera de Logroño und der Avenida República Argentina lag. Im darauffolgenden Jahr zog das Team auf ein neues Spielfeld um, wo am 26. Mai 1928 das erste Spiel auf dem Campo de La Estación gegen den Club Ciclista de San Sebastián stattfand. Dort blieb der Verein bis zum Umzug ins heutige Stadion im Jahr 1950.

## Personal

### Aktueller Kader
Stand: 12. Juni 2025
| Nr. |             | Position | Name                                        |
| --- | ----------- | -------- | ------------------------------------------- |
| 1   | Spanien     | TW       | Luis López                                  |
| 2   | Spanien     | AB       | Hugo Rincón (Leihe von Athletic Bilbao)     |
| 3   | Spanien     | AB       | Julio Alonso                                |
| 4   | Spanien     | AB       | Unai Egiluz (Leihe von Athletic Bilbao)     |
| 5   | Spanien     | AB       | Tachi                                       |
| 6   | Spanien     | MF       | Jon Gorrotxategi (Leihe von Real Sociedad)  |
| 7   | Spanien     | ST       | Adrián Butzke (Leihe von Vitória Guimarães) |
| 8   | Spanien     | MF       | Carlo García (Leihe von FC Villarreal)      |
| 9   | Argentinien | ST       | Joaquín Panichelli (Leihe von Alavés)       |
| 10  | Spanien     | MF       | Alberto Reina                               |
| 11  | Spanien     | ST       | Álex Calvo (Leihe von FC Andorra)           |

| Nr. |            | Position | Name                                       |
| --- | ---------- | -------- | ------------------------------------------ |
| 13  | Spanien    | TW       | Raúl Fernández                             |
| 15  | Spanien    | MF       | Pablo Tomeo                                |
| 17  | Spanien    | ST       | Urko Izeta (Leihe von Athletic Bilbao)     |
| 19  | Frankreich | MF       | Mathis Lachuer                             |
| 20  | Spanien    | ST       | Ander Martín (Leihe von Burgos CF)         |
| 21  | Spanien    | AB       | Sergio Postigo                             |
| 22  | Spanien    | AB       | Juan Gutiérrez                             |
| 27  | Spanien    | ST       | Joel Roca (Leihe von FC Girona)            |
| 28  | Spanien    | ST       | Alberto Dadie (Leihe von Real Sociedad)    |
| 29  | Spanien    | ST       | Iker Benito (Leihe von CA Osasuna)         |
| 33  | Spanien    | AB       | Víctor Parada (Leihe von Deportivo Alavés) |

### Trainerstab
Stand: 23. Juni 2025
- vakant – Trainer
- Dario Navarro – Assistenztrainer
- Gianluca Troilo – Torwarttrainer
- Alberto Ginés – Fitnesstrainer

## Erfolge
- Segunda División B: 2011/12, 2017/18
- Copa Federación: 2018/19
- Copa Castilla y León: 2011, 2012